# Agromyza nigrescens
Agromyza nigrescens este o specie de muște din genul Agromyza, familia Agromyzidae, descrisă de Friedrich Georg Hendel în anul 1920. Conform Catalogue of Life specia Agromyza nigrescens nu are subspecii cunoscute.